# Metastivalius rothschildae
Metastivalius rothschildae är en loppart som beskrevs av Holland 1969. Metastivalius rothschildae ingår i släktet Metastivalius och familjen Stivaliidae. Inga underarter finns listade i Catalogue of Life.